# Reichsratswahl 1911

Reichsteile und Kronländer der Österreichisch-Ungarischen Monarchie:
Cisleithanien
Transleithanien
Bosnien und Herzegowina (Seit 1878 verwaltet, 1908 annektiert)

Die Reichsratswahl 1911 war nach der Reichsratswahl 1907 die zweite (und letzte) Reichsratswahl in Cisleithanien, den im Reichsrat vertretenen Königreichen und Ländern Österreich-Ungarns, die nach dem allgemeinen, gleichen, geheimen und direkten Männerwahlrecht abgehalten wurde. Sie wurde am 13. Juni 1911 sowie am 20. Juni 1911 (Stichwahl) durchgeführt.

## Wahlsystem
Die Einteilung der cisleithanischen Wahlkreise erfolgte wie schon 1907 nach Volkszugehörigkeit und nach Land- und Stadtbezirken. Die Wahlkreise waren oft nach Städten benannt, umfassten aber meist auch die weitere Umgebung.
| Nationalität | Deutsche | Tschechen | Polen | Ukrainer | Slowenen | Italiener | Kroaten und Serben | Rumänen | Juden | Gesamt |
| Mandate      | 232      | 108       | 83    | 31       | 24       | 19        | 13                 | 5       | 1     | 516    |

## Wahlausgang
Aus der Wahl ging eine Koalition von deutschnationalen und liberalen Parteien, der Deutsche Nationalverband, als relative Siegerin hervor und erhielt 100 der 516 Sitze. Die Wahlbeteiligung lag bei 80,2 %. Die Sozialdemokraten erhielten 82 Sitze, die Christlichsozialen 74.

## Funktionsperiode
Auf Grund des Ersten Weltkriegs, der für Cisleithanien bei vertagtem Parlament begann, wurde die Funktionsperiode der 1911 gewählten Abgeordneten nach ihrer Wiedereinberufung 1917 vorsorglich bis Ende 1918 verlängert. (Die letzte Sitzung des Abgeordnetenhauses fand am 12. November 1918 statt.) Auf Grund der gegebenen Zersplitterung der Fraktionen konnte sich das k.k. Ministerium (die vom Kaiser berufene cisleithanische Regierung; es waren von der Reichsratswahl 1911 bis November 1918 die sieben Kabinette von Gautsch III über das Ministerium Stürgkh bis zum Ministerium Lammasch) im Parlament weiterhin nicht auf eine ständige Regierungsmehrheit stützen.
Die deutschen Reichsratsabgeordneten fungierten vom 30. Oktober 1918 bis zum 16. Februar 1919 als Mitglieder der Provisorischen Nationalversammlung für Deutschösterreich, des Gründungsparlaments der Republik Österreich.